# Okręg centralny Kościoła Zielonoświątkowego w RP

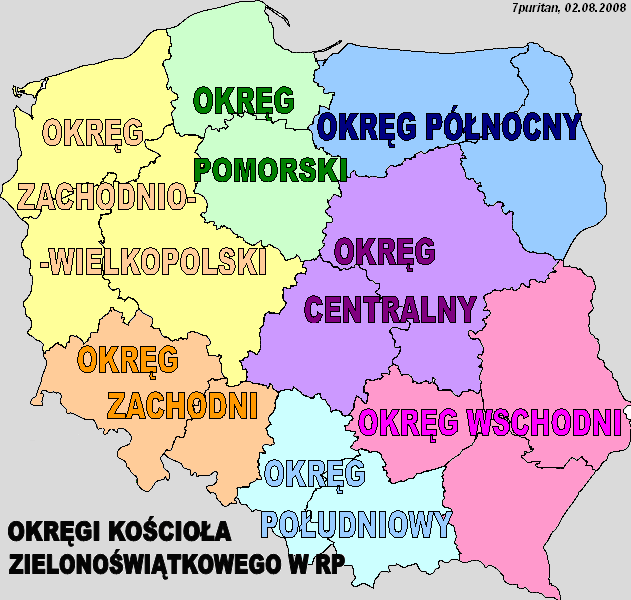
Okręgi Kościoła Zielonoświątkowego w RP

Okręg centralny – jeden z siedmiu okręgów Kościoła Zielonoświątkowego w RP, obejmujący województwa: mazowieckie i łódzkie. Okręg został utworzony w 1999 na synodzie w 2000, liczy 15 zborów. Prezbiterem okręgowym okręgu centralnego jest pastor Piotr Karaś.

## Zbory
Lista zborów okręgu centralnego:
- zbór w Konstantynowie Łódzkim
- zbór w Kutnie
- zbór w Łodzi[1]
- zbór „Immanuel” w Łodzi[2]
- zbór w Ostrołęce
- zbór w Pabianicach
- zbór w Piotrkowie Trybunalskim
- zbór "Dobra Nowina" w Pruszkowie[3]
- zbór "Betlejem" w Radomsku
- zbór "Agape" w Siedlcach

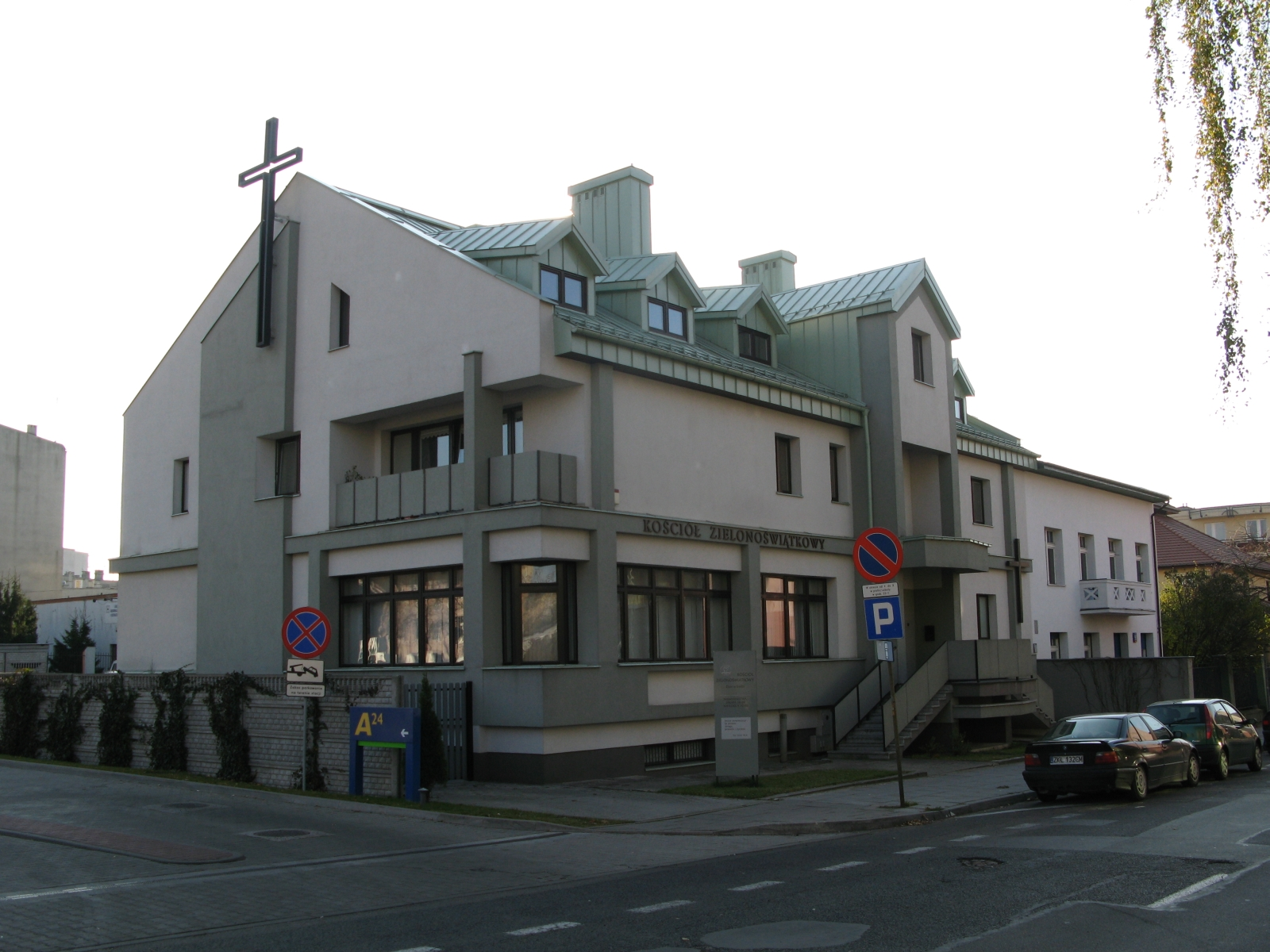
Zbór w Łodzi

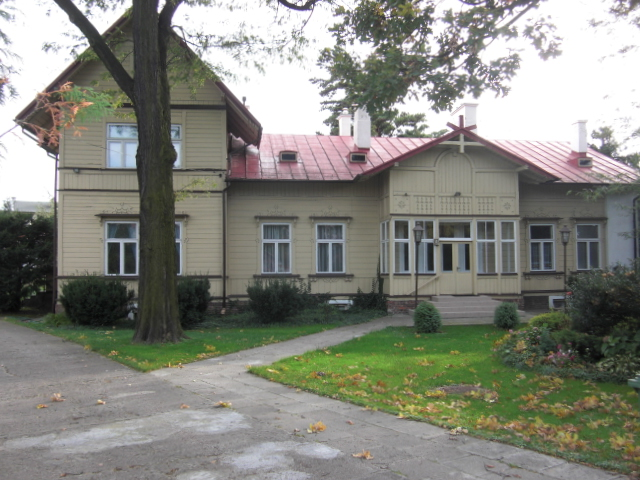
Zbór KZ Warszawa-Wola

- zbór "Dobrego Pasterza" w Tomaszowie Mazowieckim
- zbór Stołeczny w Warszawie
- zbór Warszawa-Wola
- zbór „Nowe Życie” w Warszawie[4]
- zbór "Kościół na Zaciszu" w Warszawie